# 1492 en littérature
Pour les articles homonymes, voir 1492 (homonymie).
| Années de la littérature : 1489 - 1490 - 1491 - 1492 - 1493 - 1494 - 1495    |
| Décennies de la littérature : 1460 - 1470 - 1480 - 1490 - 1500 - 1510 - 1520 |

Cet article présente les faits marquants de l'année 1492 en littérature.

## Parutions
- 8 mai : publication à Naples (Italie), par Josué Salomon Soncino et Joseph Ibn Piso de la première édition de la Mishnah complète, comprenant le commentaire de Moïse Maïmonide et son introduction sur l'élaboration de la loi orale[1].

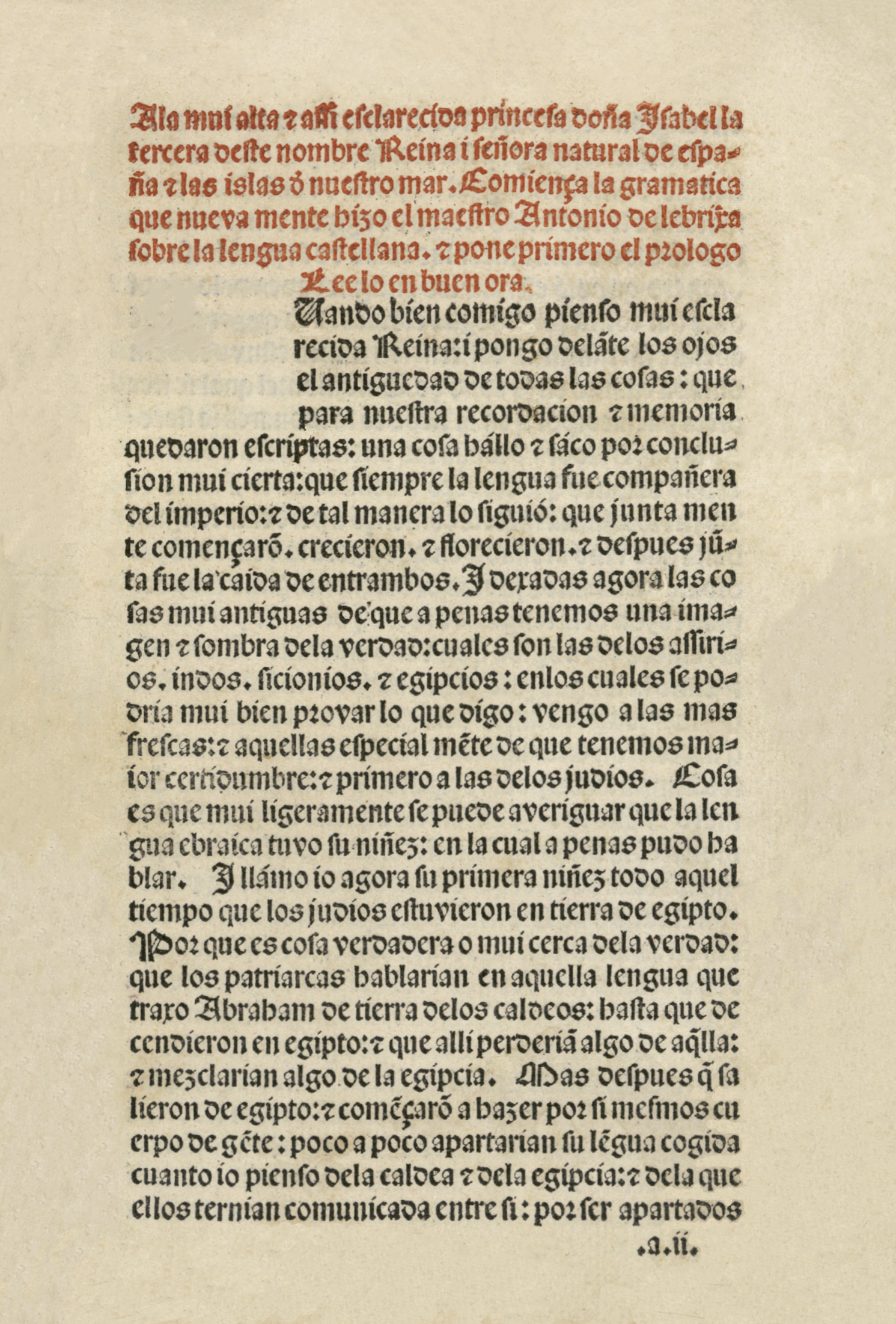
Grammaire castillanne de Antonio de Nebrija.

- 18 août : publication à Salamanque de la Gramática castellana, première grammaire de l'espagnol (et première grammaire d'une langue européenne moderne), par Antonio de Nebrija[2].

- 1492-1493 : Castigationes Plinianae d'Hermolao Barbaro, première édition critique de l'Histoire naturelle de Pline l'Ancien[3].

## Naissances
- 11 avril : Marguerite de Navarre, femmes de lettres française, morte en 1549.
- 20 avril : Pierre l'Arétin (Pietro Aretino), écrivain et dramaturge italien,  mort le 21 octobre 1556.
- 8 mai : André Alciat, jurisconsulte et écrivain italien de langue latine, mort le 12 janvier 1550.
- 4 septembre : Juan de Vergara, humaniste espagnol, mort le 20 février 1557.

- Gysbrecht Mercx, poète néerlandais, mort en 1565.
- Hermann de Neuenahr, ecclésiastique et humaniste allemand, mort le 20 octobre 1530.
- Vers 1492 : Antoine Héroët, poète et clerc français, mort vers 1567.

## Décès
- 24 janvier : John Rous, historien anglais, né vers 1411-1420.
- Mars : Alfonso de Palencia (es), historien, lexicographe et humaniste espagnol, né le 21 juillet 1423
- 28 août : Benedetto Dei, poète et historien italien, né le 4 mars 1418.
- 12 septembre : Bernardo Bellincioni, poète italien, né le 25 août 1452.
- 19 novembre : Djami, poète persan, né le 18 août 1414.

- Harry l'Aveugle, poète écossais, né vers 1440.
- Pietro Ranzano, religieux dominicain et historien italien, né en 1428.
- Peu après 1492 : Guillaume Tardif, humaniste français, né vers 1436-1440.